# Шаликашвили, Джон
Джон Мэ́лчейз Дэ́вид Шаликашви́ли (англ. John Malchase David Shalikashvili, груз. ჯონ მალხაზ დევიდ შალიკაშვილი; 27 июня 1936, Варшава — 23 июля 2011, база Льюис — Маккорд, штат Вашингтон) — американский генерал, Верховный главнокомандующий Объединённых вооружённых сил НАТО в Европе (1992—1993), председатель Объединённого комитета начальников штабов США (1993—1997).

## Биография
Родился в Варшаве в 1936 году в семье подполковника, князя Дмитрия Иосифовича Шаликашвили и княгини Марии Александровны (урождённой графини Ридигер-Беляевой). Дмитрий Шаликашвили (1896—1978) был внуком бакинского губернатора, генерал-лейтенанта Дмитрия Семёновича Старосельского (1832—1884), а по отцовской линии — представителем того же грузинского княжеского рода, что и русский писатель-сентименталист П. И. Шаликов. В 1921 году Дмитрий Шаликашвили через Турцию эмигрировал в Польшу, где познакомился с Марией Александровной (1906—1993), польско-немецкого происхождения, дочерью генерал-майора, графа Александра Алексеевича Ридигер-Беляева (1867—1939). Таким образом, по материнской линии Джон Шаликашвили — внучатый племянник Михаила Алексеевича Беляева, последнего военного министра Российской империи, и двоюродного брата генерал-майора Российской и генерал-лейтенанта Парагвайской армии Ивана Тимофеевича Беляева, возглавлявшего Генштаб Республики Парагвай в Чакской войне (1932—1935).

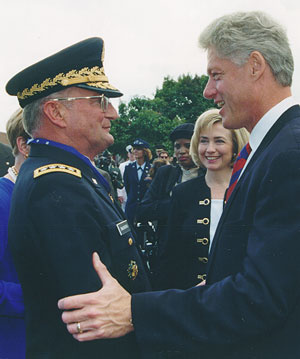
Генерал Шаликашвили на встрече с президентом США Биллом Клинтоном

Во время Второй мировой войны Дмитрий Шаликашвили служил в Грузинском легионе, который впоследствии был включён в войска СС, и попал в плен союзников в Нормандии. Его семья до 1944 года оставалась в Варшаве, затем выехала в Германию (Паппенхайм, Бавария), а в 1951 году — в США (Пеория, Иллинойс).
Имел дипломы инженера-механика и магистра гуманитарных наук. В 1957 году Джон Шаликашвили поступил на военную службу. Служил на Аляске, в ФРГ, Корее, Италии. Ветеран вьетнамской войны.
Командовал вооружёнными силами НАТО в Европе. Был специальным помощником председателя Объединённого комитета начальников штабов (ОКНШ). В 1991 году руководил операцией «Provide Comfort» по оказанию гуманитарной помощи курдским беженцам на севере Ирака. С осени 1993 по 1997 — председатель ОКНШ, был организатором операции по бомбёжке позиций боснийских сербов в 1995 году.
Имел звание полного (четырёхзвёздного) генерала — второе после высшего звания США генерал армии (с 1950 года не присваивается).
Ушёл в отставку в сентябре 1997 года, преподавал в Стэнфордском университете, в 2004 году входил в предвыборный штаб Джона Керри.
Скончался от инсульта в Мэдиганском военно-медицинском центре на военной базе Льюис — Маккорд, расположенной в 15 км от города Такома.

## Семья
Старший брат — полковник Отар Иосиф Шаликашвили (род. 1933), в 1970-71 годах (во время Вьетнамской войны) — командир 506-го парашютно-десантного полка, в 1977-78 годах — командир 10-го спецназа, с 2001 года — старший военконсульт Министерства обороны США по вопросам вооружённых сил Грузии.